# Antonio Cabral Bejarano
Antonio Cabral Bejarano (Siviglia, 15 ottobre 1798 – Siviglia, 1º agosto 1861) è stato un pittore spagnolo.
È considerato un aderente sia alla pittura romantica europea che alla scuola pittorica specificamente ispanica del Costumbrismo. I suoi antenati per diverse generazioni erano stati pittori, e lui fu inizialmente formato da suo padre. Fu attivo soprattutto nella sua città natale, Siviglia, ottenendo molte commissioni dal suo governo municipale. Fu tra i creatori del Museo di Belle Arti di Siviglia.

## Opera costumbrista
- Lavandera con su hijo - 1938
- Maja bailando - 1840
- Escena de duendes - 1841
- Un torero - 1845
- Una cigarrera - 1845
- El patio de Monipodio - 1846
- La bailarina Josefa Vargas - 1850

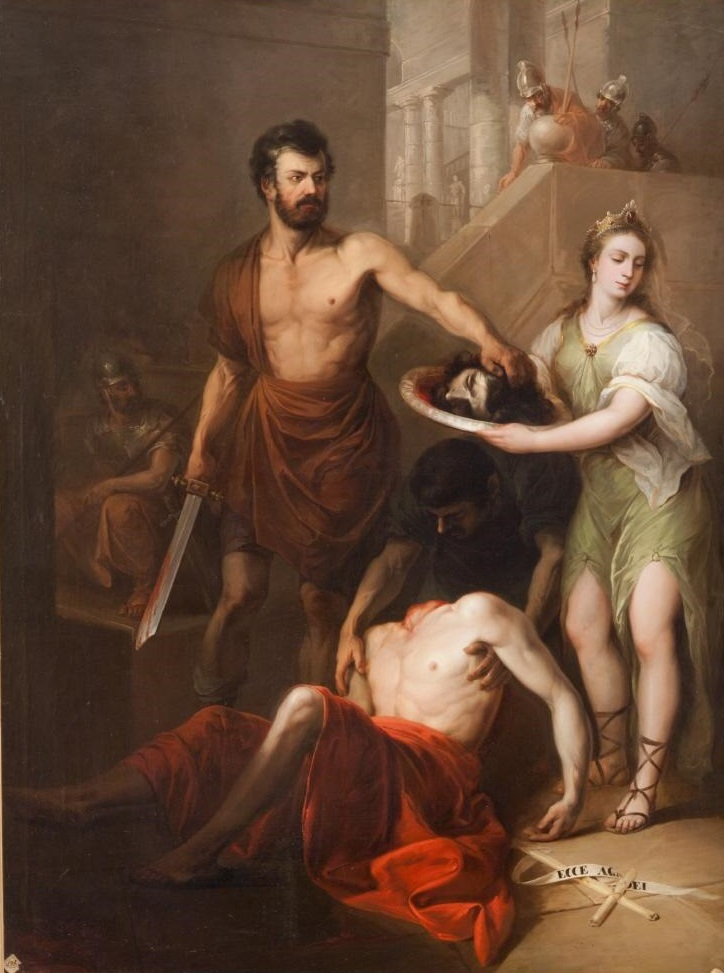
Decapitazione di Giovanni Battista, di A. Cabral Bejarano

- La bailarina Amparo Álvarez - 1850
- Niño vendiendo naranjas- 1850
- La Feria de Santiponce - 1850
- Un día de mercado en Sevilla - 1850
- Dama joven con un abanico - 1855
- Un seise - 1857
- Vacas arando - 1857